# Sony Tablet S
Sony Tablet S（ソニータブレット・エス）は2011年9月1日に発表された、ソニー初のタブレット型端末である。初期搭載OSはAndroid 3.1（Wi-Fiモデル）及び3.2（WiFi+3Gモデル）で、アップデートでAndroid 4.0に対応する。日本市場ではWi-Fi 16GBモデル「SGPT111JP/S」・Wi-Fi 32GBモデル「SGPT112JP/S」・Wi-Fi+3G 16GBモデル「SGPT113JP/S」の3機種が販売されている。
なお、ソニーは2012年8月、後継機種の「Xperia Tablet S」を発表し、これまでの「Sony Tablet」のブランド名を改め、新モデルからはスマートフォンと共通のブランドを冠した「Xperia Tablet」になる。
シリーズ全体の特徴は『Sony Tablet』を参照のこと。

## 概要
2011年4月26日に東京都内で開催された発表会で、『S1』として初公開。2011年9月1日に、市販モデルの『Sony Tablet S』が公開された。
ディスプレイはソニー独自の技術を搭載したTruBlack（トゥルーブラック）ディスプレイ9.4型WXGA（1280×800）の静電容量式のフルタッチパネルが搭載されている。また本体の片側に厚みを持たせた「偏重心デザイン」を採用し、持った際に軽く感じられるよう工夫されている。
本製品はWi-Fiモデルが2機種、Wi-Fi+3Gモデルが1機種発売され、Wi-Fi+3GモデルはNTTドコモが取り扱うことになっているが、NTTドコモブランドではなくSONYブランドとして発売される。
本体を乗せたときにフォトスタンドとして使える様になる専用のクレードルや、Bluetooth対応のQWERTYキーボード、専用キャリングケースなどがオプションとして発売されている。
カメラは511万画素のCMOSセンサー、Xperiaなどの携帯電話用に開発された「裏面照射技術」である「Exmor R for mobile」が搭載されており、表面照射型に比べ高感度、低ノイズを実現しており、暗闇でもフラッシュなしで撮影が可能となっている。
DLNA機能が搭載されており、Wi-FiやHDMIなどで接続したテレビに、本端末に保存している写真や動画などを映し出したり、音楽をワイヤレススピーカーに出力することが可能となっている。
センサーには3軸加速度センサー、ジャイロ、デジタルコンパス、照度センサーが搭載されている。
Wi-FiにおいてはIEEE802.11b/g/nに対応している。
2012年5月24日には、日本でのAndroid 4.0.3へのアップデートを開始。ソニー独自の仕様拡張でスモールアプリに対応した。

### Wi-Fi+3G対応モデル
Wi-Fi+3GモデルはFOMAハイスピードに対応しており、ダウンリンク14Mbps／アップリンク5.7Mbpsが利用可能となっている。その際はNTTドコモのインターネット接続サービスである、spモードかmopera Uを利用し、定額データプランなどを利用することとなる。spモードに契約した場合、iモードメールと同様に、@docomo.ne.jpドメインのメールをプッシュ型で利用することが可能となる。またGPRS通信にも対応しているため、WORLD WINGを契約することで海外でも利用が可能となっている。

#### Wi-Fi+3Gモデルの機能
| 主な対応サービス                                 | 主な対応サービス                            | 主な対応サービス                       | 主な対応サービス                              |
| ------------------------------------------------ | ------------------------------------------- | -------------------------------------- | --------------------------------------------- |
| タッチパネル／加速度センサー                     | Xi／FOMAハイスピード14Mbps(受信)送信5.8Mbps | Bluetooth                              | DCMX／おサイフケータイ／赤外線／トルカ        |
| ワンセグ                                         | メロディコール                              | テザリング                             | WiFi IEEE802.11b/g/n                          |
| GPS                                              | spモード／Eメール／電話帳バックアップ       | デコメール／デコメ絵文字／デコメアニメ | iチャネル                                     |
| エリアメール／ソフトウェアーアップデート自動更新 | デジタルオーディオプレーヤー(WMA)(MP3他)    | GSM／3Gローミング（WORLD WING）        | フルブラウザ／Flash Player 10.3               |
| Androidマーケット／ドコモマーケット              | Gmail／Google Talk／YouTube／Picasa         | バーコードリーダ／名刺リーダ           | ドコモ地図ナビ／Google Maps／ストリートビュー |

### コンテンツ
Sony Tablet Pと同様に、PlayStation Certifiedを利用することができ、初代PlayStationのゲームを利用することが可能となっている。また みんなのGOLF2がプリインストールされている。
ソニーのオンラインブックストアのReader Storeにも対応しており、ソニー・リーダーなどで閲覧可能な電子書籍の購入などが可能となる。
Sony Entertainment Network（ソニーエンタテインメントネットワーク）ではVideo Unlimited（ビデオ・アンリミテッド）で、映画やテレビ番組をダウンロードが可能となっている。
Xperiaなどと同様、PCとの同期にはMedia Goが対応しており、動画や音楽、Pod Cast配信を取り込むことが可能となっている。

## アプリケーション
TwitterやFacebook、mixiといったSNSを統合できるソーシャルフィードリーダーのほか複数のプリインストールアプリケーションが利用可能であるが、その他にAndroidマーケットからのダウンロードが可能となっている。

### プリインストールアプリケーション
- Video Unlimited
- PlayStation Store
- みんなのGOLF2
- Pinball Heroes
- Reader
- ビデオプレーヤー
- ミュージックプレーヤー
- カメラ
- ギャラリー
- ソーシャルフィードリーダー
- メール
- Gmail
- YouTube
- Ustream
- Foursquare
- Favorites
- リモコン
- Select App
- カレンダー
- Androidマーケット
- Google Maps
- chumby
- Evernote 他

## 対応言語
バイリンガル機能が搭載されており、以下の言語の入力、及び表示が可能となっている。
日本語、中国語 簡体字、中国語 繁体字、チェコ語、オランダ語、英語（英国）、英語（米国）、フランス語、ドイツ語、イタリア語、ノルウェー語、ポーランド語、ロシア語、スペイン語、スウェーデン語、トルコ語他

## モデル
| モデル名   | SGPT111JP/S   | SGPT112JP/S   | SGPT113JP/S                   |
| ---------- | ------------- | ------------- | ----------------------------- |
| 通信方式   | Wi-Fi         | Wi-Fi         | Wi-Fi+WCDMA(FOMAハイスピード) |
| 発売日     | 2011年9月17日 | 2011年9月17日 | 10月28日                      |
| 初期搭載OS | android 3.1   | android 3.1   | android 3.2                   |
| 重量       | 598g          | 598g          | 625g                          |
| ストレージ | 16ギガバイト  | 32ギガバイト  | 16ギガバイト                  |

## 歴史
- 2011年4月26日 - コードネームS1としてSony IT Mobile Meetingにて発表
- 2011年9月1日 - ソニーより正式に発売が発表 同時にNTTドコモも取扱いを表明
- 2011年9月17日 - WiFiタイプのSGPT111JP/S SGPT112JP/S が発売開始
- 2011年10月19日 - 事前予約開始
- 2011年10月28日 - 3G対応モデルSGPT113JP/S発売開始
- 2012年5月24日 - Android 4.0.3の提供を開始